# Kaapse plevier
De Kaapse plevier (Anarhynchus pallidus) is een waadvogel uit de familie van plevieren (Charadriidae). 

## Verspreiding en leefgebied
Deze soort komt voor in zuidelijk Afrika en telt twee ondersoorten:
- Anarhynchus pallidus venustus: zuidelijk Kenia en noordelijk Tanzania.
- Anarhynchus pallidus pallidus: van zuidwestelijk Angola en Namibië tot Mozambique en het noordelijke deel van Centraal-Zuid-Afrika.

## Status
De grootte van de populatie is in 2021 geschat op 10-20 duizend volwassen vogels. Op de Rode lijst van de IUCN heeft deze soort de status niet bedreigd.